# Oil Rush
Oil Rush — компьютерная игра в жанре стратегии в реальном времени, разработанная компанией UNIGINE Corp. и изданная компанией Iceberg Interactive в 2012 году. Игра распространяется как на CD дисках, так и в Steam, Ubuntu Software Center, Desura, Origin, GameStop App. Игра разработана на движке Unigine для Microsoft Windows, Mac OS X, Linux, Android, iOS.

## Об игре
Действие игры происходит в недалёком будущем. Мировая война спровоцировала глобальную геофизическую катастрофу. Мир разделился на много воюющих между собой сторон. Цель их борьбы одна — нефть. Молодому офицеру, работающему на одну из фракций, только-только начавшему карьеру поручаются сначала простые задания, а потом самостоятельные миссии без приказов вышестоящего командования.

## Геймплей
Концепция игры — борьба за ключевые точки карты и опосредованное управление войсками. Как правило, в начале у игрока имеется одна база и несколько простых юнитов. В каждой миссии на небольшой карте раскиданы заводы по производству техники, нефтяные вышки и оборонительные башни. Каждую из них может захватить любая из фракций. Прямое участие игрока в командовании войсками минимально. В игре присутствуют самолёты, корабли и подводные лодки. Также в игре есть возможность научных исследований, которые позволят игроку модернизировать строения и юнитов и получить более мощное оружие.

## Загружаемый контент

### Tower Defense Map Pack
Первое DLC к Oil Rush. Добавляет в одиночную и многопользовательскую режимы новые оборонительные башни. Вышла 31 мая 2012 года.

## Релиз
Игра была анонсирована компанией UNIGINE Corp. 25 января 2011 года. 25 января 2012 года игра вышла для Windows, Linux, Mac OS X. Мировыми издателями игры стали: в розничной продаже — Iceberg Interactive, в Steam — компания Valve. Также в 2014 году игра портирована на PlayStation 3, IOS и Android..

## Отзывы критиков
| Сводный рейтинг       | Сводный рейтинг |
| Агрегатор             | Оценка          |
| --------------------- | --------------- |
| GameRankings          | 64,91 %         |
| Иноязычные издания    |                 |
| Издание               | Оценка          |
| Eurogamer             | 6/10            |
| GameSpot              | 6,0/10          |
| GameSpy               | [ 13 ]          |
| IGN                   | 6,5/10          |
| Русскоязычные издания |                 |
| Издание               | Оценка          |
| Absolute Games        | 68 %            |
| PlayGround.ru         | 8,7/10          |

Игра в основном получила смешанные отзывы критиков. StopGame.ru поставила игре оценку Похвально. Самую низкую оценку поставила GameSpy — 2.5 из 5 баллов. А самую высокую Eurogamer.de — 8 из 10 баллов.